# Francesco Gattoni
Pour les articles homonymes, voir Gattoni.
Francesco Gattoni, né le 28 octobre 1956 à Rome, est un photographe italien vivant et travaillant à Paris depuis 1979.

## Biographie
Francesco Gattoni collabore avec divers journaux internationaux : Le Monde, El País, Corriere della Sera, La Stampa, La Républica, etc.
Il a photographié pendant 17 ans des commandes pour Le Monde, surtout des portraits d’écrivains.  Parallèlement il a réalisé des photos reportages dans différents pays et villes parmi lesquels l'Égypte, le Népal, Moscou, la Roumanie, la Sardaigne, Cuba.
Ses photos sont régulièrement exposées en Europe et font partie des collections permanentes de la Bibliothèque nationale de France et de la Bibliothèque historique de la ville de Paris.

## Reportages
- 1985 : Népal
- 1987 : Portugal
- 1988 : Turquie
- 1989 : Mexique
- 1990 : Martinique
- 1991 : Sardaigne
- 1992 : Égypte
- 1993 : Roumanie
- 1994 : Roumanie
- 1996 : Cuba
- 1997 : Maroc
- 2004 : Moscou

## Publications
- 2016 : Vivre nous voudrions, poèmes et photographies
- 2016 : Écrivains du monde, portraits photographiques d'écrivains
- 2014 : Rome, par-delà les chemins, textes : Karla Suárez, Photos : Francesco Gattoni
- 2014 : Haïti en lettres et en images, textes : Yahia Belaskri, Photos : Francesco Gattoni
- 2011 : Silencieuses Odyssées, textes : José Manuel Fajardo, Photos : Francesco Gattoni
- 2007 : Cuba les chemins du hasard, textes : Karla Suárez, Photos : Francesco Gattoni